# Lispinodes molokaiensis
Lispinodes molokaiensis är en skalbaggsart som beskrevs av Sharp 1908. Lispinodes molokaiensis ingår i släktet Lispinodes och familjen kortvingar. Inga underarter finns listade i Catalogue of Life.